# 莱斯莉·卡伦
李絲麗·卡儂（英語：Leslie Caron，1931年7月1日—），本名李絲麗·克萊兒·瑪格麗特·卡儂（英語：Leslie Claire Margaret Caron），為法美雙籍的好萊塢女演员，曾获金球奖剧情类电影最佳女主角。